# Silver Spurs (film 1922)

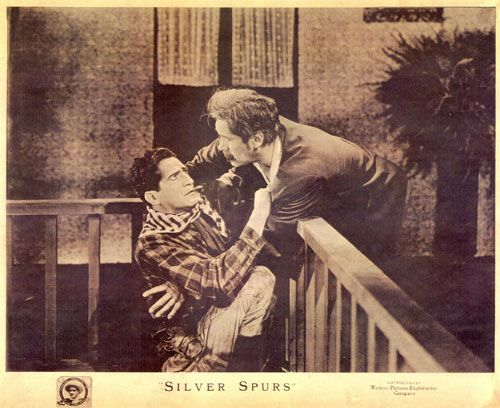
Poster per il film Silver Spurs

Silver Spurs è un film muto del 1922 scritto e diretto da Henry McCarty e Leo Meehan. Prodotta dalla Doubleday Production Company, la pellicola – di genere western – aveva come interpreti Lester Cuneo, Lillian Ward, Bert Sprotte, Zalla Zarana.

## Trama
Scrittore di western, Craig Hamilton ormai si annoia a New York e vuole andare in cerca di avventure nel selvaggio West, nei luoghi dove ambienta le sue storie di fantasia. Gli amici, prima della partenza, gli regalano come buon auspicio un paio di speroni d'argento. Arrivato in California, Hamilton incontra una bella ragazza spagnola, Rosario del Camarillo. È amore a prima vista: l'avventura arriva subito, quando lo scrittore si trova a difendere gli interessi di Rosario, defraudata delle sue proprietà da un furfante senza scrupoli, Juan von Rolf. In lotta contro il cattivo, Hamilton riesce alla fine a prevalere su di lui e i suoi scagnozzi. Conquista non solo il ranch di Rosario, che torna alla sua legittima proprietaria, ma anche il cuore della ragazza che lui porterà con sé a New York come sua moglie.

## Produzione
Il film fu prodotto dalla Doubleday Production Company. Fu la quarta pellicola di una serie di otto prodotte dalla Doubleday e sceneggiate da Leo Meehan e Henry McCarty a cui, in questo caso, fu affidato anche il compito di registi. Il film fu girato in esterni al Los Angeles Plaza mentre gli interni vennero girati ai Warner Studios.

## Distribuzione
Distribuito dalla Western Pictures Exploitation Company, il film uscì nelle sale statunitensi il 1º maggio 1922.

### Conservazione
Alcune fonti riportano che del film esiste copia in 16 mm ed è stato distribuito sul mercato dell'home video su DVD, mentre non ne esiste traccia negli archivi della Biblioteca del Congresso.